# Fedir Szpyh
Fedir Iwanowycz Szpyh, ukr. Федір Іванович Шпиг (ur. 30 stycznia 1956 w m. Kobyżcza, zm. 31 marca 2020 w m. Romaniwka w rejonie nowogrodzkim) – ukraiński bankowiec, przedsiębiorca, polityk.

## Życiorys
W 1976 ukończył technikum budownictwa stoczniowego w Kijowie. Zaczynał pracę jako technik konstruktor w centralnym biurze konstrukcyjnym. W latach 1976–1978 odbył służbę wojskową, po czym powrócił do poprzedniego zakładu pracy. W 1979 objął na stanowisko starszego technika konstruktora w przedsiębiorstwie Browarymebli w Browarach. W 1982 przeszedł na działalność komsomolską, pracował w strukturach komitetu centralnego ukraińskiego Komsomołu. W 1984 ukończył studia ekonomiczne w Instytucie Gospodarki Narodowej w Kijowie. W 1991 przeniósł się do branży bankowej. Był dyrektorem działu kredytowego banku Inko, następnie został prezesem zarządu banku Awal. Od lipca 1999 do stycznia 2007 zasiadał w radzie Narodowego Banku Ukrainy. W 1998 został prezesem Stowarzyszenia Ukraińskiego Futbolu Amatorskiego.
W 1998 i w 2002 jako kandydat niezależny był wybierany do Rady Najwyższej III i IV kadencji. Pracował w komitecie finansów i bankowości. Do 2004 zasiadał we frakcjach prorządowych, m.in. NDP i TU. W trakcie pomarańczowej rewolucji został stronnikiem Wiktora Juszczenki, a następnie członkiem prezydenckiego Ludowego Związku „Nasza Ukraina”. W 2006 z ramienia Bloku Nasza Ukraina uzyskał reelekcję na V kadencję. Rok później nie kandydował w przedterminowych wyborach parlamentarnych.
Zginął w wypadku drogowym 31 marca 2020.

## Odznaczenia
- Order „Za zasługi” III klasy: 1998
- Order „Za zasługi” II klasy: 2001
- Order „Za zasługi” I klasy: 2006[2]
- Order Księcia Jarosława Mądrego V klasy: 2011[3]